# Ústav fyzikální chemie J. Heyrovského Akademie věd České republiky
Ústav fyzikální chemie J. Heyrovského AV ČR, v. v. i. je veřejná výzkumná instituce a součást Akademie věd České republiky. Ústav rozvíjí vědecký odkaz nositele Nobelovy ceny, profesora Jaroslava Heyrovského, v oborech spojených s fyzikální chemii. 

## Historie
Ústav vznikl 1. dubna 1950 pod názvem Ústřední ústav polarografický, který spadal organizačně pod Ústředí vědeckého výzkumu. Jaroslav Heyrovský, jehož jméno nyní ústav nese, byl jeho prvním ředitelem až do roku 1963, kdy odstoupil ze zdravotních důvodů. Polarografický ústav v době Heyrovského sídlil v Praze na Malé Straně ve Vlašské ulici číslo 9. O dva roky později se stal součástí nově ustavené Československé akademie věd. Výzkumné aktivity byly zaměřeny jak na teorii polarografie, tak na její metodiku, přístrojové vybavení a analytické aplikace. Od roku 1972 nesl název Ústav fyzikální chemie Jaroslava Heyrovského.
V roce 1990 byl vědeckou radou Ústavu fyzikální chemie a elektrochemie J. Heyrovského zvolen ředitelem ústavu Rudolf Zahradník, teoretický a kvantový chemik. Snížení počtu vědeckých pracovníků téměř o polovinu spojené s ukončením výzkumu v některých směrech bylo motivováno snahou o zvýšení efektivity vědecké práce. Další významnou změnou v tomto směru bylo zavedení grantového systému pro financování vědeckých projektů. Odstranění politických překážek omezujících kontakt s mezinárodní vědeckou komunitou vedlo k významnému rozšíření mezinárodní spolupráce a integraci ústavu do mezinárodních vědeckých sítí. Byla rovněž zahájena rychlá a extensivní modernizace experimentálních zařízení a výpočetní techniky. 
V roce 1993 byl Rudolf Zahradník zvolen presidentem Akademie věd České republiky a odstoupil z místa ředitele ústavu, jeho nástupcem byl zvolen  elektrochemik Vladimír Mareček a název ústavu byl zkrácen na Ústav fyzikální chemie J. Heyrovského. V roce 1997 byl Vladimír Mareček zvolen ředitelem znovu na následující volební období. 
V roce 2001 byl ředitelem ústavu zvolen Petr Čársky, kvantový a teoretický chemik.
V roce 2007, po schválení zákona o veřejných výzkumných institucích (v.v.i.), došlo ke změně ve způsobu řízení ústavu. Součástí změn bylo i omezení funkčního období ředitele na maximálně dvě po sobě jdoucí pětiletá období. Nově vytvořenou Radou instituce byl zvolen ředitelem elektrochemik Zdeněk Samec pro období 2007–2012 i 2012–2017. 
V roce 2017 byl Radou instituce zvolen ředitelem biofyzikální chemik Martin Hof pro období 2017–2022.

## Zaměření
Po schválení Radou instituce přijalo vedení ústavu strategii výzkumu zaměřeného na
1. vývoj metod výpočetní chemie, zejména metod založených na ab initio přístupu,
2. objasnění vztahu mezi strukturou a reaktivitou nově navržených a syntetizovaných systémů s využitím molekulární spektro- a foto- elektrochemie,
3. vybudování fyzikálně-chemických základů nových experimentálních technik hmotnostní spektrometrie, laserové spektroskopie a fluorescenční mikroskopie,
4. objasnění dynamiky a kinetiky srážkových reakcí ion-molekula v plynné fázi,
5. rozvoj znalostí o struktuře, funkci a dynamice biomembrán,
6. syntézu, strukturu a reaktivitu nanoskopických katalyzátorů a elektrokatalyzátorů a
7. pochopení nekonvenčních systémů (kapalná rozhraní, iontové kapaliny, nanočástice) a procesů (procesy s jednou molekulou, chemie atmosféry Země a mezihvězdného prostoru).

Základnímu i aplikovanému výzkumu se v ústavu věnuje přes dvě stě vědkyň a vědců, od nadějných mladých badatelů po světově uznávané špičkové odborníky. Teoreticky poznané a experimentálně získané znalosti fyzikálně-chemických dějů probíhajících v molekulách a atomech mají význam pro průmyslovou katalýzu, výrobu a uchovávání energie, zdravotnictví i životní prostředí. 

## Galerie

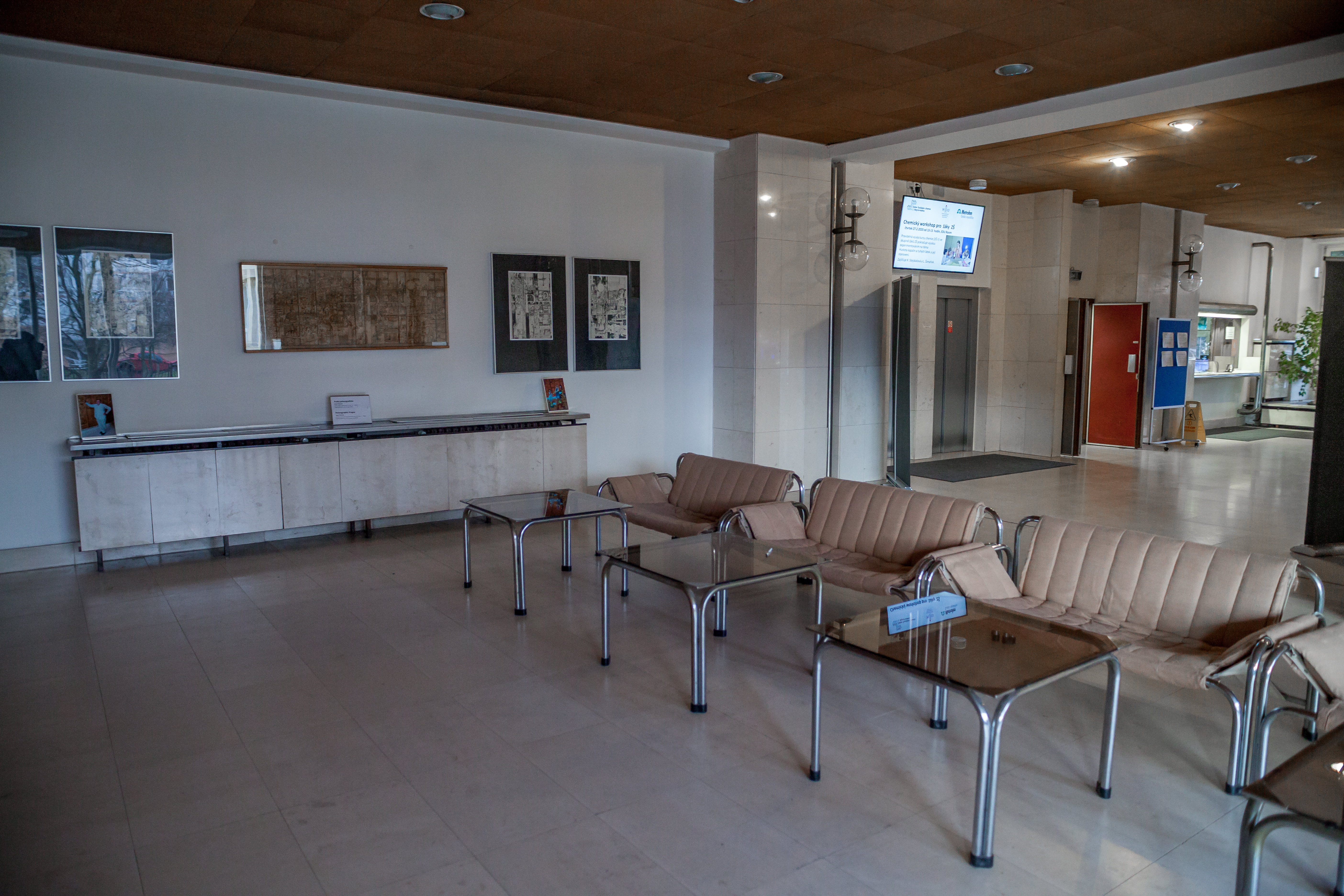
Přijímací hala ústavu (2020)
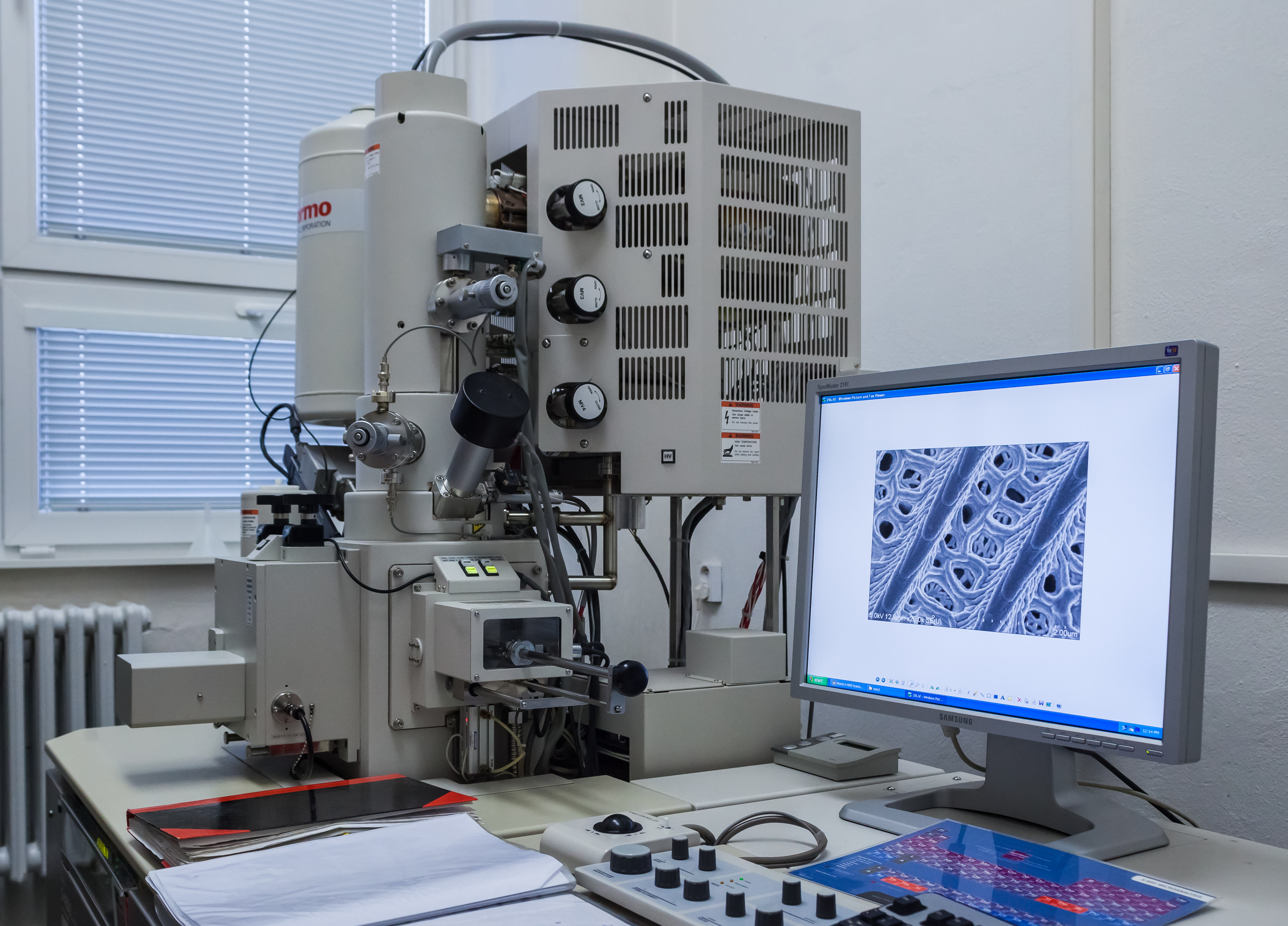
Pracoviště elektronové mikroskopie (2020)